# Orgue de Santanyí
L'Orgue de Santanyí està a l'Església de Santanyí, un poble situat al Migjorn de Mallorca. Aquest orgue va ser construït per Jordi Bosch, un reconegut orguener del segle xvi.

## Història
L'orgue de Santanyí fou construït per l'orguener Jordi Bosch, nascut a Palma el 1739 i mort a Madrid el 1800. Originalment, fou un orgue del Convent de Sant Domingo de Palma, dels dominics, inaugurat el dia de Sant Andreu, dia 30 de novembre de 1762. L'orgue estava col·locat damunt la capella de Santa Magdalena.
A causa de la desamortització de Mendizábal del 1835, els dominics es van veure obligats a abandonar el convent el 1837, any en el qual el convent va ser enderrocat. A causa de la demolició del convent, l'orgue va ser venut a Guillem Puig, un orguener de Llucmajor, per 1000 lliures.
La idea principal era dur l'orgue fins a Portocolom, però després d'una tempesta, va arribar a Cala Santanyí, ja que hagueren d'atracar allà per no naufragar. A partir d'aquest fet, l'Ajuntament de Santanyí va decidir comprar-li l'orgue a Guillem Puig per 1200 lliures, ja que l'església no tenia orgue. L'orgue va ser duit a carro des de Cala Santanyí fins a l'església de Santanyí a peces.
Tot i haver comprat l'orgue, el rector Benet Vadell no estava d'acord amb la compra de l'orgue, ja que temia que després de la compra els dominics els reclamessin l'orgue. Per culpa d'això, va negar-se a permetre les obres per a la col·locació definitiva de l'orgue dins l'església, ja que per la grandària de l'orgue no hi cabia sencer al cor. Tot i això, van col·locar a la façana de l'orgue, que costà 400 lliures, 104 de les quals les va posar la Parròquia, i la resta, l'Ajuntament. Encara que l'orgue va ser fet per Jordi Bosch, la façana de l'orgue va ser construïda per Fra Albert Borguny.
La resta de l'orgue la van anar muntant a través del temps, i va estar acabat de muntar el 1985. Cap al 1873 ja se l'hi havien afegit la Trompeteria Reial i l'orgue de Cadireta, col·locat per Julià Munar. El 1888 se l'hi va afegir la Corneta per un preu de seixanta-quatre pessetes, també muntada per Julià Munar.
A principis del segle xx, Antoni Pol va visitar l'església de Santanyí, acompanyat per Mn. Francesc Solivelles, organista de la Seu, i va quedar impressionat per la grandària de l'orgue, però indignat en veure la quantitat de registres que hi havia sense muntar, abandonades entre els passadissos de l'església. El 1932, Mn. Bartomeu Ballester va escriure dos articles al diari Correo de Mallorca anomenats Órgano de Santanyí, denunciant el mal estat en què es trobava aquest instrument. Així mateix, Ballester diu que “l'orgue va ser mutilat de diversos jocs, ja que els registres es troben a la “consola””. Aquí, es refereix al teclat d'ecos, que encara avui dia no ha estat muntat.
Hi hagué una altra restauració el 1957 duta a terme per Organeria Española, S.A., de Guipúscoa, més concretament per l'orguener Rafel Puignau. Tot i fer la reforma, no va ser gaire encertada. La reforma va ser inaugurada el 1958 amb un concert de Bartomeu Ballester, on dins el repertori no hi figurava cap obra antiga espanyola. Al cap de diversos anys, la reforma feta el 1957 va començar a tenir diversos problemes, per la qual cosa es va necessitar una altra reforma, firmada el 30 de juliol de 1982 entre el rector Jaume Serra i l'orguener Gerhard Grenzing. Va començar l'octubre de 1983 i acabà l'any següent. L'any 1986, el mateix orguener va reconstruir el Gran Ple de 25 fileres.

## Parts i funcionament

### Parts
L'orgue consta de 2782 tubs, dividits en dos teclats de 48 notes cada un dels quals sonen mitjançant un mecanisme d'insuflió que s'activa en pitjar una tecla d'un dels teclats. Encara que l'orgue va ser fet per Jordi Bosch, la façana de l'orgue va ser construïda per Fray Albert Borguny.

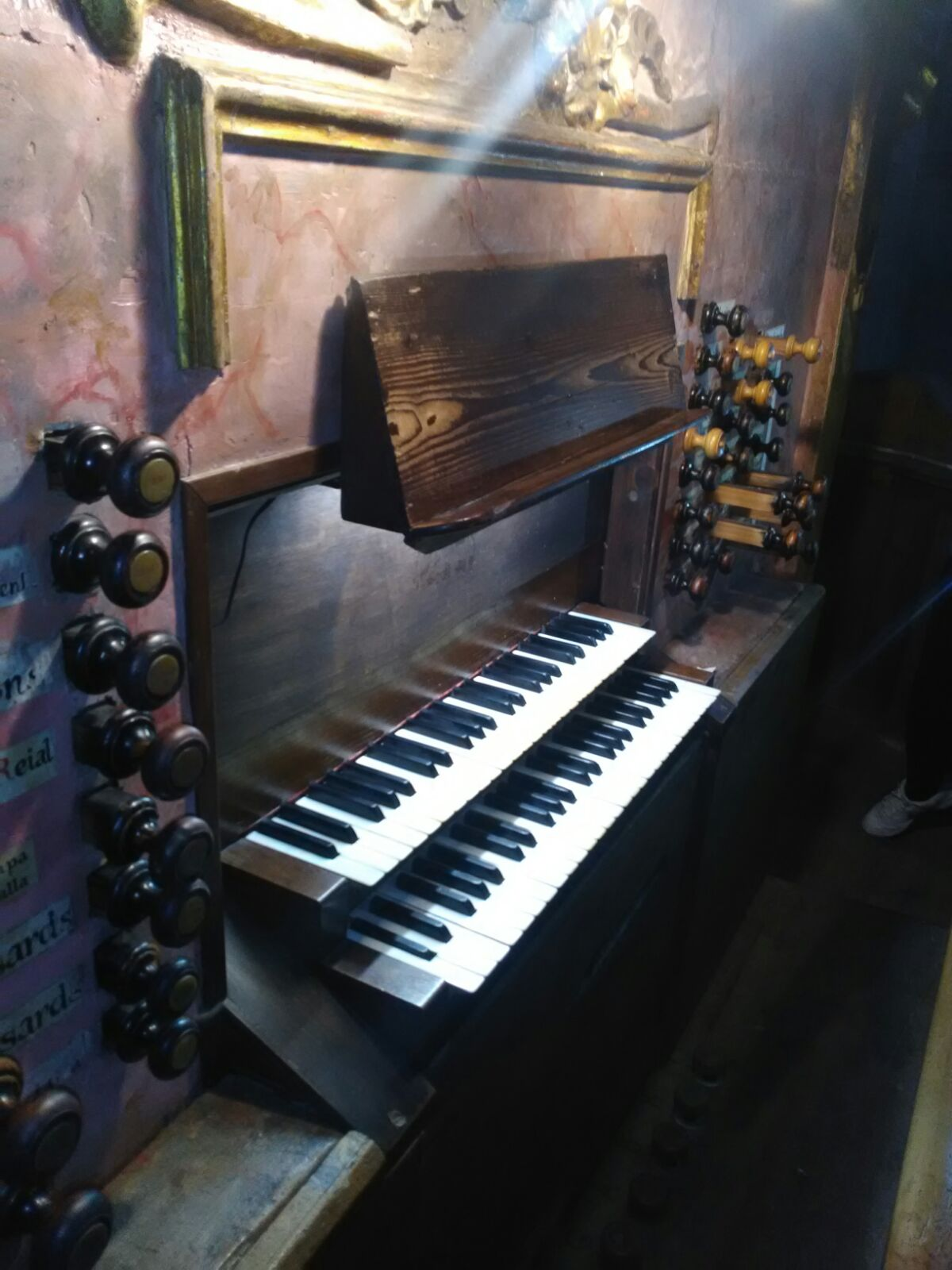
Vista dels teclats i registres existents

Així mateix, consta de tres parts principals: els tubs (de metall o de fusta), les manxes i els secrets, que es completen amb els teclats. La manxa és un aparell que serveix per fer vent i que sonin els tubs. Actualment és un mecanisme elèctric, encara que antigament el seu funcionament era manual.
Els tubs de metall tenen un 75% d'estany i un 25% de plom, i la seva llargària i amplada són proporcionals.
Hi ha tres parts dins l'orgue com a instrument: l'Orgue major, el de Cadireta i l'Orgue d'Ecos. El tercer no va ser mai muntat a causa de la falta d'espai.

#### Orgue Major
L'orgue major és el que consta dels tubs de la façana i l'interior del moble. A la mà esquerra es troben els registres de: Flautat Major, Flautat, Octava, Violó, Tapadet, Flautes Dobles, Gran Ple, Nassards, Trompeta Batalla, Trompeta Reial, Baixó, Regalia i Xeremia. A la mà dreta es troben els registres de: Flautat Major, Flautat, Octava, Violó, Tapadet, Gran Ple, Corneta, Trompeta Magna, Trompeta, Clarí, Trompeta Reial, Dolçaina i Regalia.

#### Orgue de Cadireta
A la cadireta (la part de l'orgue situada sota i darrere l'organista), s'hi troben els registres de: Flautat Tapat, Octava Tapada, Dinovena, Nassards/Corneta, Siurell i Savoiana.
Aquests registres estan formats per tiradors, corredores i secrets, que són diferents 
A l'orgue de Santanyí, el ple ocupa fins a 28 fileres de tubs, és a dir, que quan es toca una tecla amb aquest registre, sonen 28 tubs alhora.
Al mecanisme de l'orgue podem trobar diferents registres, els quals estan formats per: tiradors, corredores i secrets.

### Funcionament
Els secrets són unes recambres on el vent produït per les manxes va a parar, i que duen el vent fins als tubs mitjançant unes vàlvules que s'obrin i es tanquen.
La manxa és un aparell per fer vent i que sonin els tubs. Actualment és un mecanisme elèctric.
Quan l'organista toca una tecla dels teclats, posa la manxa en funcionament, la qual envia vent fins als secrets, que envien l'aire als tubs i fan que l'aire no retrocedeixi gràcies a les vàlvules. Quan l'aire arriba als tubs, aquest expulsen l'aire fent sonar l'orgue.

## Estat actual, importància en l'àmbit territorial i actes
L'Orgue de Santanyí està situat a la part dreta de l'església de Santanyí, damunt l'entrada lateral. A més, després de la restauració de Gerhard Grenzing, l'orgue funciona correctament, encara que falta la col·locació del teclat d'Ecos. Avui en dia, es van fent reparacions contínues a l'orgue, per tal que soni correctament en tot moment. La major part de les reparacions tenen a veure amb l'afinació.
L'Orgue de Santanyí ha estat considerat un dels millors d'Europa, i el 2014 va ser afegit a l'Associació Europea d'Orgues Històrics, on només hi ha nou orgues més. L'orgue va ser elegit com a representant d'Espanya.
A més, per potenciar l'orgue a escala internacional, cada dimecres i dissabte, coincidint amb el Mercat de Santanyí, s'hi celebren concerts entre abril i octubre, de manera ininterrompuda. Aquest espectacle és part del Plenum Organis Festival, on organistes d'arreu del món venen a tocar aquest orgue. A més, també hi ha el Festival Internacional de Música de Santanyí, que recull les figures més destacades d'aquest gènere.